# Особняк А. В. Эджубова
Особняк А. В. Эджубова — здание в центре Москвы во Вспольном переулке (Пресненский район, Центральный административный округ). 
Построен в 1889 году в стиле модернизированной классики по проекту архитектора Р. И. Клейна.
 Имеет статус объекта культурного наследия регионального значения.

## История
Особняк был построен в 1889 году для тифлисского купца и маклера московской биржи Аршака Эджубова, затем перешёл к его сыну Францу, который владел им до 1917 года.
Эджубов-отец входил в Московское общество любителей художеств и его подпись (среди прочих) есть на благодарственном письме от общества П.М. Третьякову в связи с передачей картинной галереи в собственность Москвы.
Особняк Эджубова возвели на месте старого дома, принадлежавшего полковнице Е. А. Окуловой. Также хозяевами были последовательно К. А. Протопопов и Т. Н. Андреевская, сдававшая дом внаём вдове генерал-майора Н. И. Каменской.
В советские годы в особняке располагались коммунальные квартиры, позже здание занимали различные учреждения. В новейшей истории по этому адресу находится школа музыки.

## Архитектура
Здание возвели по проекту известного русского архитектора Романа Клейна . Одноэтажный особняк носит все приметы типичной московской городской застройки конца 19-го — начала 20-го веков и построен в характерном для Клейна стиле модернизированной классики.При К. А. Протопопове деревянный дом с мезонином, каменным подвалом и пристройкой со стороны двора претерпел изменения. У дворового объема появился второй каменный этаж, а вдоль северной границы возвели трехэтажный каменный жилой дом по проекту архитектора М. М. Черкасова. Планировка, сложившаяся при последних хозяевах, сохранялась вплоть до 1970-х годов.